# 下照姬
下照姬（したてるひめ/したでるひめ，下照媛、下照比賣）為日本神話中出現的女神。又名下照姬命（下照比賣命、下光比賣命）、高姬（たかひめ）、高姬命（高比賣命）、稚國玉（わかくにたま）、稚日國玉、高照光姬大神命、茅鳴身、茅鳴身神、茅鳴身命（かやなるみ の みこと，賀夜奈流美命、加夜奈留美命）、茅鳴姬（賀屋鳴比女）。

## 概要

### 日本書紀之記載
依據《日本書紀》卷第二神代下之內容，天穗日命奉天照大神命前往葦原中國，卻媚附大己貴神，過了三年而不回報。八十諸神商議後，向高皇產靈尊推薦天國玉之子天稚彥，故高皇產靈尊賜天鹿兒弓及天羽羽矢給後者，派遣祂下凡撥平葦原中國之邪鬼。但祂甫抵葦原中國即迎娶顯國玉之女下照姬為妻，因為八年久未回報結果，高皇產靈尊派無名雉前往一探究竟。無名雉降到天稚彥家門前的湯津杜木上，吟唱高皇產靈尊的詔命，但天探女一聽到無名雉的鳥啼聲便建議天稚彥射殺之。天稚彥取出天鹿兒弓及天羽羽矢射死無名雉，箭矢射穿無名雉的胸膛後直達天落在高皇產靈尊之座前。後者見到箭矢染血，便說：「此乃吾賜給天稚彥之矢。」並出示給眾神說：「倘若天稚彥沒有抗命，此箭就是射殺惡神後來到此地；如果天稚彥有邪心，那麼此箭就會射死他」遂投還天羽羽矢，睡夢中的天稚彥胸部中矢身亡。
下照姬放聲哭，此聲達于天。天稚彥之父天國玉聞是聲，乃擧天稚彥之遺體致天，便造喪屋。以河鴈為持傾頭者（きさりもち/きざりもち）及持帚者、以雀為舂女，而連續舉行八日八夜的法事。
味耜高彥根神（下照姬之同母兄）與天稚彥容貌甚似，故高彥根神前往弔唁時，天稚彥之親屬妻子誤認祂為天稚彥而攀持其衣帶。高彥根神覺得自己被誤認為死者而勃然大怒，持其劍大葉刈斫倒喪屋。此喪屋落美濃國藍見川上，即喪山也。當時高彥根神的光儀華艷，映於二丘二谷之間，故下照媛爲了讓其他人知道這是味耜高彥根神，開口唱了歌辭二首。號是曰夷曲（ひなぶり）。

### 古事記之記載
《古事記》上卷之紀錄內容與前面的故事大同小異，天若日子被高御產巢日神投下的天之波波矢刺中胸膛而亡，其妻下照比賣放聲哭，哭聲直達天。天若日子之父天津國玉神與其妻子聞聲下凡，乃做喪。後來阿遲志貴高日子根神前往弔唁喪事，因二人容貌近似，天若日子之父、妻誤認。阿遲志貴高日子根神憤然大怒，拔出名為大量（亦名神度劍）的十掬劍切開靈堂。此時高比賣命為了對在場人士告知胞兄阿治志貴高日子根神之名，於是詠頌唱出胞兄的名字。

### 出雲國造神賀詞之記載
根據《延喜式》〈祝詞式〉的〈出雲國造神賀詞〉之記錄：
|  | 賀夜奈流美命能御魂乎 飛鳥乃神奈備爾坐天 皇孫命能近守神登貢置天 八百丹杵築宮爾靜坐支 |

翻譯成中文則為：
|  | 賀夜奈流美命之御魂，坐鎮於飛鳥的神奈備山，作為皇孫身邊之守護神而被奉祀，靜坐於八百丹杵築宮 |

且與大物主櫛𤭖玉命、阿遲須伎高孫根乃命、事代主命等成為日本皇室之守護神。

### 日本三代實錄之記載
平安時代史書《日本三代實錄》記錄貞觀元年正月27日清和天皇封大和國賀夜奈流美神正四位下、從五位下。

## 系譜
- 父：顯國玉（大己貴神、大國主神）
- 母：田心姬（田心姬命、多紀理毘賣命、高津姬神、高降姬神、湍津姬、多岐都比賣命）

- 同母兄：味耜高彥根神（阿遲鉏高日子根神、事代主神、積羽八重事代主神、都味齒八重事代主神）

## 異說
《延喜式》卷第二神祇二四時祭條紀錄：「下照比賣社一座，或號比賣許曾社。」；臨時祭條紀錄：「比賣許曾神社一座，亦號下照比賣。」比賣許曾社供奉的是阿加流比賣神，有人據此認為下照姬即為此神祇。而據《日本書紀》卷第六記載，阿加流比賣神之夫天日槍於垂仁天皇3年（公元前27年）來歸。

## 信仰
祭祀下照姬的神社主要有：
- 大穴持御子玉江神社（島根縣出雲市）：又稱乙見社（おとみ の やしろ），為出雲大社之攝末社。
- 比賣許曾神社（大阪府大阪市東成區）
- 飛鳥坐神社（奈良縣高市郡明日香村）：祭神為飛鳥神奈備三日女神，相傳是賀夜奈流美命之御魂。
- 加夜奈留美命神社（奈良縣高市郡明日香村）
- 大行事社（奈良縣櫻井市）：稱為加屋奈流美神，乃大神神社之末社。
- 賣豆紀神社（島根縣松江市雑賀町）
- 賣布神社（兵庫縣寶塚市）
- 倭文神社（鳥取縣東伯郡湯梨濱町）

## 內部連結
- 大國主神
- 多紀理毘賣命
- 味耜高彥根神
- 天稚彥
- 歲德神（日语：歳徳神）

## 外部連結
- （日語）摂津の式内社：比売許曽神社
- （日語）加夜奈留美命神社